# Le Derrière
Pour plus de détails, voir Fiche technique et Distribution.
Le Derrière est un film français réalisé par Valérie Lemercier, sorti en 1999.

## Synopsis
Frédérique Sénéque (Valérie Lemercier), une jeune femme de la campagne, décide, à la mort de sa mère, de se rendre à Paris dans l'espoir de retrouver son père (Claude Rich), qu'elle n'a jamais connu. Découvrant que celui-ci, riche notable, vit avec un homme (Dieudonné), elle décide de se faire passer pour un garçon, pensant qu'elle sera ainsi mieux acceptée. Mais ses manières efféminées conduisent son père à penser que ce fils qu'il découvre est lui aussi homosexuel. S'ensuivent une série de quiproquos, alors que le père de Frédérique est de plus en plus embarrassé par son étrange « fils ». 

## Fiche technique
- Titre : Le Derrière
- Réalisation : Valérie Lemercier
- Scénario et dialogues : Valérie et Aude Lemercier
- Décors : Jacques Rouxel
- Costumes : Dominique Morlotti pour Claude RICH
- Photographie : Patrick Blossier
- Musique originale : Grégori Czerkinsky
- Sociétés de production : TF1 Films Production, TPS Cinéma, De L'Huile et Vertigo Productions
- Pays :  France
- Genre : comédie
- Format : couleur - 1,85:1 - DTS Dolby - 35 mm
- Durée : 102 minutes
- Box-office France : 872 747 entrées
- Date de sortie : France - 28 avril 1999

## Distribution
- Valérie Lemercier : Frédérique
- Claude Rich : Pierre Arroux
- Dieudonné : Francis
- Marthe Keller : Christina
- Patrick Catalifo : Jean-François
- Didier Brengarth : Marc
- Amira Casar : Anne-Laure
- Didier Bénureau : M. Mulot
- Laurent Spielvogel : Patrick
- Franck de Lapersonne : Georgette
- Emmanuel Guttierez : Christophe Van Huz, le gendre belge
- Thomas Dutronc : Julien, le fils de Christina
- Élie Lison : Jean Lampoel, le beau-frère de Pierre
- Alain Doutey : Le patient français
- Patrick Zard : Philippe
- Edward Arckless : Le prof de danse
- Monique Aussudre : La mère de Frédérique (voix)
- François Baudot : Jacques, l'ami du brunch
- Laurent Benoît : L'homme du vernissage
- Jean-Yves Bouvier : Michel, le barman du Marthy's
- Denis Braccini : Le cuirman du Victory
- Joseph Carle : Germain, l'ex-amant de Francis
- Fabienne Chaudat : Josy, la videuse du Victory
- Oliver Compton : Adolescent à la fête de Christian
- Suzanne Couderc : La charcutière
- Alix de Konopka : Agnès, la voisine
- Véronique de Villèle : Edwige Lampoel, la sœur de Pierre
- Madeleine Desliens : Catherine, l'assistante de Pierre
- Alain Floret : L'antiquaire des puces
- Nicolas Foenkinos : Adolescent à la fête de Christian
- Nadia Fossier : Mathilde, la mère du bébé
- Alice Gotheil : Adolescent à la fête de Christian
- Thierry Gueugniau : Le vétérinaire
- Olivia Larrain : L'Américaine des toilettes
- Laurent Lederer : Un VRP à l'entrée du Victory
- Thérèse Leroux : La serveuse des puces
- Colette Maire : Colette, la mère de Marc
- Joseph Malerba : Un VRP à l'entrée du Victory
- Marc Marcillac : Le râleur de la nuit
- Josette Merienne : La mère du faux fils
- Manuel Munz : L'amateur de champagne
- Jérôme Navarro : L'homme du répondeur (voix)
- Charlie Nelson : Le clochard sur le banc
- Frank Nicotra : Un VRP à l'entrée du Victory
- Jean-Marc Pancol : Le faux fils
- Marie Rossi : La Factrice
- Jean-Jacques Vanier : L'attaché de presse de Pierre
- Guillaume Vizzone : Le serveur cafétéria
- Philippe Pelletier : Un client au bar de nuit (non crédité)